# Robert Elsie
Robert Elsie (Vancouver, 29 giugno 1950 – Bonn, 2 ottobre 2017) è stato un antropologo canadese di origini tedesche.
Rinomato albanologo, svariati sono stati i suoi contributi nella documentazione dei vari aspetti culturali del popolo albanese.

## Biografia
Elsie nacque a Vancouver, in Canada, il 29 giugno del 1950. Dopo aver conseguito la laurea in lettere classiche all'Università della Columbia Britannica, proseguì i suoi studi in Europa, dapprima in Germania all'Università libera di Berlino, successivamente in Francia all'École pratique des hautes études e all'Università di Parigi-Sorbona. Dopo un periodo passato in Irlanda, terminò il suo dottorato in lingua e cultura celtica all'Università di Bonn nel 1978.
Dopo aver conseguito il suo dottorato, Elsie iniziò a visitare più volte l'Albania, prendendo parte anche al Seminario di cultura albanese per stranieri a Pristina.
Dal 1982 al 1987, Elsie lavorò per il Ministero federale degli affari esteri tedesco prendendo parte, dal 2002 al 2013 al Tribunale penale internazionale per l'ex-Jugoslavia, indetto dalle Nazioni Unite, come interprete personale di Slobodan Milošević dopo le che quest'ultimo venne accusato di crimini di guerra.
Morì a causa di una sclerosi laterale amiotrofica il 2 ottobre del 2017 a Bonn, in Germania. Venne sepolto in Albania, nel villaggio Theth, da lui più volte elogiato nei suoi libri.

## Contributi all'albanologia
Elsie mostrò particolare interesse per i dialetti della lingua albanese, i suoi studi lo portarono a entrare in contatto con le comunità albanesi di svariati paesi europei. In particolare, dedicò molto tempo alla  raccolta e stesura di svariati canti popolari e, soprattutto, ai vari cicli di poesie epiche che, tradizionalmente, venivano trasmesse esclusivamente in forma orale, fornendone anche delle traduzioni.